# NGC 188
NGC 188（Caldwell 1、Melotte 2）は、ケフェウス座の散開星団である。1831年11月3日にジョン・ハーシェルが発見した。古くから知られている散開星団の1つであり、星団の年齢は68億年にも達する。多くの散開星団は銀河系の重力相互作用により数百万年後に離れ離れになって行くが、NGC 188は銀河平面の遥か上面に位置する最も古い散開星団の1つである。見かけ上天の北極に非常に近く、5度以下しか離れていない。この星団は、太陽よりも銀河の中心部から更に離れている。